# مقاطعة تاما (آيوا)
مقاطعة تاما (بالإنجليزية: Tama County)‏ هي إحدى مقاطعات ولاية آيوا في الولايات المتحدة الأمريكية.